# Felipe Vidal
Pour les articles homonymes, voir Vidal et Cuevas.
Luis Felipe Vidal Cuevas (né le 20 septembre 1970 à Santiago) est un journaliste et animateur de radio et télévision chilien.

## Télévision
- 1998-1999 : Hechos (La Red) : Présentateur de nouvelles
- 1999-2010 : Telediario Interactivo (Red Televisión) : Présentateur de nouvelles
- 2009-2011 : Pollo en Conserva (Red Televisión) : Panéliste
- 2005-2015 : Así somos (La Red) : Coanimateur
- 2010-2011 : Noticias en La Red (La Red) : Présentateur de nouvelles
- 2011-2015 : Mañaneros (La Red) : Panéliste
- 2011-2015 : Hora 20 (La Red) : Présentateur de nouvelles
- 2011-2012 : Noticias al Cierre (La Red) : Présentateur de nouvelles
- 2013 : Mujeres primero (La Red) : Liu-même (Invité)
- Depuis 2015 : La mañana de Chilevisión (Chilevisión) : Panéliste
- Depuis 2016 : Alerta Máxima (Chilevisión) : Animateur
- Depuis 2018 : La noche es nuestra (Chilevisión) : Animateur

## Radio
- 1996-1999 : Pauta diaria (Radio Zero) : Animateur
- 2007-2008 : Noticias en El Conquistador (El Conquistador FM) : Animateur
- 2010-2012 : Protagonistas de la actualidad (Radio Oasis) : Animateur
- Depuis 2015 : No somos nada (El Conquistador FM) : Animateur